# Templeux-la-Fosse
Templeux-la-Fosse is een gemeente in het Franse departement Somme (regio Hauts-de-France) en telt 160 inwoners (2004). De plaats maakt deel uit van het arrondissement Péronne.

## Geografie
De oppervlakte van Templeux-la-Fosse bedraagt 7,1 km², de bevolkingsdichtheid is 22,5 inwoners per km².
De onderstaande kaart toont de ligging van Templeux-la-Fosse met de belangrijkste infrastructuur en aangrenzende gemeenten.

## Demografie
Onderstaande figuur toont het verloop van het inwonertal (bron: INSEE-tellingen).